# Andrei Georgijewitsch Bitow

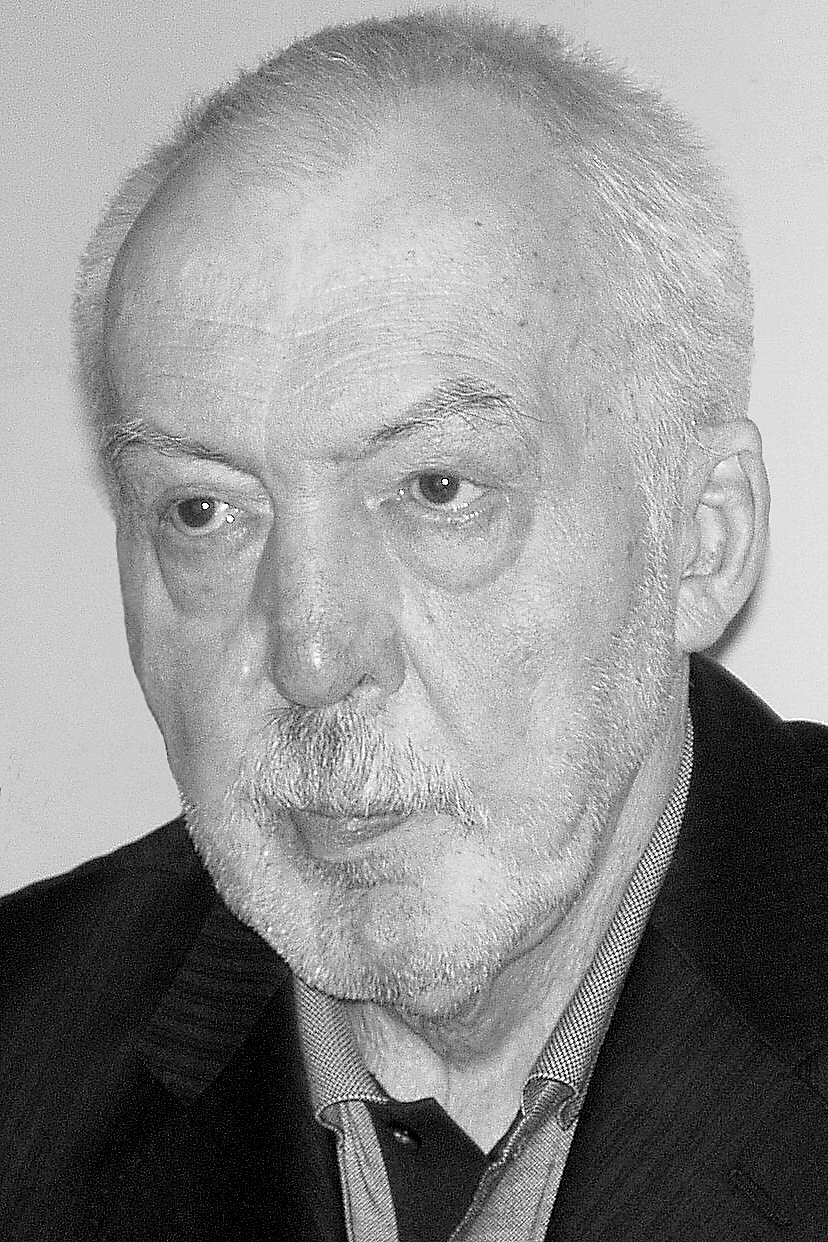
Andrei Bitow, 2008

Andrei Georgijewitsch Bitow (russisch Андрей Георгиевич Битов; * 27. Mai 1937 in Leningrad; † 3. Dezember 2018 in Moskau) war ein sowjetischer bzw. russischer Schriftsteller der literarischen Postmoderne.

## Leben und Werk
Bitows Vater war Architekt, seine Mutter Juristin. Er wuchs in Leningrad auf. Während der Blockade der Stadt im Zweiten Weltkrieg wurde er in den Ural und nach Zentralasien verschickt.
1957 nahm er ein Studium der Geologie am Bergbau-Institut Leningrad auf und erwarb dort 1962 seinen Abschluss. Ab 1959 veröffentlichte er Erzählungen, Essays, Romane und Reiseberichte. 1965 wurde er Mitglied des sowjetischen Schriftstellerverbands.
Sein 1971 geschriebenes Hauptwerk, der Roman Das Puschkinhaus, konnte in der Sowjetunion nicht erscheinen. Der Roman wurde erst 1979 in den USA veröffentlicht, danach 1987 in Russland.
1979 gehörte er neben Wassili Aksjonow, Fasil Iskander, Wiktor Jerofejew und Jewgeni Popow zu den Herausgebern des Untergrund-Literaturalmanachs Metropol. Daraufhin blockierte die Zensurbehörde bis 1986 die Publikation neuer Werke von ihm. Erst mit dem Einsetzen der Perestroika konnten seine Bücher wieder erscheinen.
Bitow war u. a. ab 1989 Vizepräsident und ab 1991 Präsident des Russischen PEN-Zentrums, ab 1992 Vorstandsvorsitzender der Nabokow-Stiftung. Er war Mitarbeiter in den Redaktionskollegien verschiedener Zeitschriften und Almanache.
Bitow lebte in Moskau und Sankt Petersburg.

## Auszeichnungen
Bitow erhielt für sein Schaffen zahlreiche nationale und internationale Auszeichnungen, u. a. 1989 den Alexander-Puschkin-Preis der Alfred-Toepfer-Stiftung, 1996 den Staatspreis der Russischen Föderation und 2006 den Iwan-Bunin-Preis. 2008 wurde er für Das Puschkinhaus gemeinsam mit seiner Übersetzerin Rosemarie Tietze mit dem Brücke Berlin Literatur- und Übersetzerpreis ausgezeichnet. 2015 erhielt Bitow den russischen Platonow-Preis.
1997 wurde Bitow Ehrenbürger von Jerewan und erhielt die Ehrendoktorwürde der Staatlichen Universität Jerewan.

## Auf Deutsch veröffentlichte Werke
- Das Puschkinhaus. Roman, übers. v. Natascha Spitz-Wdowin u. Sylvia List. Luchterhand, Darmstadt 1983, ISBN 3-472-86488-5; Neuübersetzung v. Rosemarie Tietze. Suhrkamp Verlag, Frankfurt am Main 2007, ISBN 978-3-518-41922-9)
- Der rote Luftballon. Erzählung, übers. v. Elisabeth Schleicher. Heliopolis-Verlag, Tübingen 1990, ISBN 3-87324-096-3.
- Das Licht der Toten. Erinnerungen an die Realität, ausgewählt u. übers. v. Rosemarie Tietze. Luchterhand Literaturverlag, 1990, ISBN 3-630-86721-9.
- Die Vögel. Oder Neues vom Menschen, übers. v. Hilde Angarowa. Pendo Verlag, Zürich 1991, ISBN 3-85842-192-8.
- Die ungeliebte Albina. Erzählungen, übers. v. Erich Ahrndt u. a., Aufbau-Verlag, Berlin 1982 (auch: Fischer Taschenbuch-Verlag, Frankfurt am Main 1990, ISBN 3-596-10032-1).
- Mensch in Landschaft. Eine Pilgerfahrt. Roman, übers. v. Rosemarie Tietze. Rowohlt Berlin, Berlin 1994, ISBN 3-87134-039-1.
- Puschkins Hase. Roman, übers. v. Rosemarie Tietze. Insel Verlag, Frankfurt 1999, ISBN 3-458-16958-X.
- Die Rolle. Roman, übers. v. Alexander Kaempfe. Verlag Volk und Welt, Berlin 1983 (auch: Fischer Taschenbuch Verlag, Frankfurt am Main 2002, ISBN 3-596-29578-5).
- Armenische Lektionen. Eine Reise aus Russland, übers. v. Rosemarie Tietze. Suhrkamp Verlag, Frankfurt am Main 2002, ISBN 3-518-41319-8.
- Georgisches Album. Auf der Suche nach der Heimat, übers. v. Rosemarie Tietze. Suhrkamp Verlag, Frankfurt am Main 2003, ISBN 3-518-41478-X.
- Geschmack. Novelle, übers. v. Rosemarie Tietze. Suhrkamp Verlag, Frankfurt am Main 2004, ISBN 3-518-41641-3.
- Der Symmetrielehrer. Roman, übers. v. Rosemarie Tietze. Suhrkamp Verlag, Frankfurt am Main 2012, ISBN 3-518-42329-0.
- Leben bei windigem Wetter. Roman, übers. v. Rosemarie Tietze. Suhrkamp Verlag, Berlin 2021, ISBN 978-3-518-22526-4.

## Sekundärliteratur
- Sven Spieker: Figures of Memory and Forgetting in Andrej Bitov's Prose. Postmodernism and the Quest for History. (= Slawische Literaturen) Frankfurt: Peter Lang, 1995, ISBN 978-3-631-46940-8.
- Ellen Chances: Andrei Bitov: The Ecology of Inspiration. (= Cambridge Studies in Russian Literature). Cambridge University Press, 2006, ISBN 0-521-02527-3.